# Liste de personnages LGBT dans des séries télévisées américaines
 (décembre 2022).
- Si vous ne connaissez pas le sujet, laissez ce bandeau (vous pouvez alors contacter les auteurs).
- Si vous supprimez le contenu mis en cause (vous pouvez préalablement contacter les auteurs),

argumentez précisément cette suppression dans la page de discussion
(un manque de référence n'est pas un argument ; une recherche réelle de référence doit avoir été effectuée, être formellement documentée).
La liste de personnages LGBT dans les séries télévisées américaines inclut les personnages fictifs appartenant à cette catégorie.

## Années 1950
| Titre              | Années | Années | Chaîne | Personnages |
| Titre              | Début  | Fin    | Chaîne | Personnages |
| ------------------ | ------ | ------ | ------ | --- |
| As the World Turns | 1956   | 2010   | CBS    | - Luke Snyder (gay, 2005-2010) - Noah Mayer (gay, 2007-2010) - Et aussi : Brian (gay 2008-2009) - Reg (gay, 2009) - Mason Jarvis (2009) - Dr Oliver Reid (gay, 2010). |

## Années 1960
| Titre                 | Années | Années | Chaîne | Personnages |
| Titre                 | Début  | Fin    | Chaîne | Personnages |
| --------------------- | ------ | ------ | ------ | --- |
| Des jours et des vies | 1965   |        | NBC    | - Sonny Kiriakis (gay, 2011-2015) - Will Horton (gay, 1995-2015, coming out en 2011) - Paul Narita (gay, 2014-) |
| On ne vit qu'une fois | 1968   | 2011   | ABC    | - Oliver et Kyle (couple, 2008-2010) - Nick (2009)                                                              |

## Années 1970
| Titre               | Années | Années | Chaîne | Personnages |
| Titre               | Début  | Fin    | Chaîne | Personnages |
| ------------------- | ------ | ------ | ------ | --- |
| La Force du destin  | 1970   | 2013   | ABC    | - Bianca Montgomery (lesbienne, 2000-2010, 2013) - Lena Kendura (lesbienne, 2003-2004) - Maggie (lesbienne, 2002-2005, 2007)             |
| Les Feux de l'amour | 1973   |        | CBS    | - Rafe Torres (gay, 2008-2012) - Phillip Chancellor III (gay, 2009) - Mariah Copeland (bisexuelle 2017) - Tessa Porter (bisexuelle 2017) |
| Soap                | 1977   | 1981   | ABC    | - Jodie Dallas (gay) |

## Années 1980
| Titre        | Années | Années | Chaîne | Personnages |
| Titre        | Début  | Fin    | Chaîne | Personnages |
| ------------ | ------ | ------ | ------ | --- |
| Dynastie     | 1981   | 1989   | ABC    | Steven Carrington (gay, 1981-1982, 1983-1988) |
| Murphy Brown | 1988   | 2018   | CBS    | - Pat Patel (gay, 2018) |
| Les Simpson  | 1989   |        | Fox    | - Patty Bouvier (lesbienne) - Waylon Smithers (gay) - Karl (gay, donne le premier baiser animé entre hommes à la télévision) - John (gay) - Duffman (bisexuel) - Julio (gay) - Grady (gay) |

## Années 1990
| Titre                                | Années | Années | Chaîne                                     | Personnages |
| Titre                                | Début  | Fin    | Chaîne                                     | Personnages |
| ------------------------------------ | ------ | ------ | ------------------------------------------ | --- |
| Melrose Place                        | 1992   | 1999   | Fox                                        | Matt Fielding (1992-1997) |
| Star Trek: Deep Space Nine           | 1993   | 1999   |                                            | Jadzia Dax (bisexuel) |
| Album de famille (en) (Family Album) | 1994   | 1994   |                                            | - Lionel (gay) #2 |
| Ellen                                | 1994   | 1998   | ABC                                        | - Ellen Morgan (lesbienne) - Peter Barnes (gay, 1994-1998) - Laurie Manning (lesbienne, 1997-1998) |
| Friends                              | 1994   | 2004   | NBC                                        | - Carol Willick et Susan Bunch (lesbiennes en couple) - Charles Bing/Helena Handbasket (homme gay / femme transgenre, 2001) - Phoebe Buffay (bisexuelle)                                                                     |
| Angela, 15 ans                       | 1994   | 1995   | ABC                                        | Rickie Vasquez (gay) |
| Spin City                            | 1996   | 2002   | ABC                                        | Carter Heywood (gay) |
| Buffy contre les vampires            | 1997   | 2003   | The WB / UPN                               | - Willow (lesbienne) - Tara (lesbienne) - Larry Blaisdell (gay) - Kennedy (lesbienne) |
| Oz                                   | 1997   | 2003   | HBO                                        | - Tobias Beecher (bisexuel) - Chris Keller (bisexuel, 1998-2003) - Billie Keane (gay, 1997) - Richie Hanlon (gay, 1998-1999) - Nat Ginzburg (gay, 1999-2001) - Jason Cramer (gay, 1999-2001) - Tony Masters (gay, 1998-2003) |
| South Park                           | 1997   |        | Comedy Central                             | série TV d'animation - Al Super gay (gay) - Mister Slave (gay) - Satan (gay) - M./Janet Garrison (transgenre) (gay) (lesbienne) - Tweek Tweak et Craig Tucker (couple)                                                       |
| Dawson                               | 1998   | 2003   | The WB                                     | - Jack McPhee (gay, 1999-2003) - Doug Witter (gay) |
| Sex and the City                     | 1998   | 2004   | HBO                                        | - Stanford Blatch (gay) - Antony Marentino (gay, 2000-2004) - Samantha Jones (bisexuelle) |
| Urgences                             | 1998   | 2009   | NBC                                        | - Maggie Doyle (lesbienne, 1996-1999) - Kerry Weaver (lesbienne, 1995-2007, 2008-2009) - Kim Legaspi (lesbienne, 2000-2001) - Sandy Lopez (lesbienne, 2001-2004) - Yosh Takata (gay)                                         |
| Will et Grace                        | 1998   | 2020   | NBC                                        | - Will (gay) - Jack (gay) |
| Futurama                             | 1999   | 2013   | Fox (1999-2003) Comedy Central (2010-2013) | - Enos Fry (gay) - Le frimeur de plage professionnel (gay) |
| Les Soprano                          | 1999   | 2007   | HBO                                        | Vito Spatafore (gay, 2001-2007) |
| Wasteland                            | 1999   | 2000   | ABC                                        | Russel Baskin (gay) |
| Freaks and Geeks                     | 1999   | 2000   | NBC                                        | Amy Andrews (intersexe) |

## Années 2000

### 2000
| Titre      | Années | Années | Chaîne | Personnages                                  |
| Titre      | Début  | Fin    | Chaîne | Personnages                                  |
| ---------- | ------ | ------ | ------ | -------------------------------------------- |
| Dark Angel | 2000   | 2002   | Fox    | Original Cindy (lesbienne)                   |
| Malcolm    | 2000   | 2006   | FOX    | - les papas d'Eric Hanson - Abby (lesbienne) |

### 2001
| Titre           | Années | Années | Chaîne | Personnages |
| Titre           | Début  | Fin    | Chaîne | Personnages |
| --------------- | ------ | ------ | ------ | --- |
| Deuxième Chance | 2001   | 2002   | ABC    | - Jessie Sammler - Katie Singer |
| Macho Man       | 2001   | 2001   | CBS    | - Warren (gay) - Vern (gay) |
| Six Feet Under  | 2001   | 2005   | HBO    | - David Fisher (gay) - Keith Charles (gay), - Edie (lesbienne, 2004) - Russel Corwin (bisexuel, 2003-2005) - Olivier Catro-Staal (bisexuel, 2003-2005) |

### 2002
| Titre                        | Années | Années | Chaîne | Personnages |
| Titre                        | Début  | Fin    | Chaîne | Personnages |
| ---------------------------- | ------ | ------ | ------ | --- |
| The Shield                   | 2002   | 2008   | FX     | Julien Lowe (gay) |
| Sur écoute                   | 2002   | 2008   | HBO    | - Omar Little (gay) - Shakima Greggs (lesbienne) - Snoop (lesbienne, 2004-2008) - Brandon Wright (gay, 2002) - Dante (gay, 2002-2004) - Renaldo (gay, 2006-2008) |
| Une famille presque parfaite | 2002   | 2006   | CBS    | - Terry et Shelli (couple, 2004-2005) |

### 2003
| Titre                     | Années | Années | Chaîne          | Personnages |
| Titre                     | Début  | Fin    | Chaîne          | Personnages |
| ------------------------- | ------ | ------ | --------------- | --- |
| Les Frères Scott          | 2003   | 2012   | The WB / The CW | Anna Taggaro (bisexuelle, 2004-2005) |
| NCIS : Enquêtes spéciales | 2003   |        | CBS             | - Ned Dorneget (gay, 2012-2015) |
| Newport Beach             | 2003   | 2007   | Fox             | - Marissa Cooper (bisexuelle, 2003-2006) - Alex Kelly (bisexuelle, 2004-2005) |
| Nip/Tuck                  | 2003   | 2010   | FX              | - Vanessa (lesbienne, 2003) - Liz Cruz (lesbienne) - Freddy Prune (gay, 2007-2009) - Olivia Lord (lesbienne, 2007-2009) - Ava Moore (transgenre, 2004-2005, 2009-2010) - Cherry Peck (transgenre, 2005) - Sophia Lopez (transgenre, 2003) - Quentin Costa (bisexuel, 2004-2005) - Kit McGraw (bisexuel, 2005) - Kimber Henry (bisexuelle) - Julia McNamara (bisexuelle) - Autres personnages |

### 2004
| Titre                | Années | Années | Chaîne | Personnages |
| Titre                | Début  | Fin    | Chaîne | Personnages |
| -------------------- | ------ | ------ | ------ | --- |
| Desperate Housewives | 2004   | 2012   | ABC    | - Justin (gay, 2004-2006) - Andrew Van de Kamp (gay) - Alex Cominis (2008-2009, 2010-2011) - Lee et Bob (couple, 2007-2012) - Katherine (bisexuelle, 2007-2012) - Robin (bisexuelle) |
| Dr House             | 2004   | 2012   | Fox    | Remy Hadley (bisexuelle, 2007-2012) |

### 2005
| Titre                 | Années | Années | Chaîne   | Personnages |
| Titre                 | Début  | Fin    | Chaîne   | Personnages |
| --------------------- | ------ | ------ | -------- | --- |
| Battlestar Galactica  | 2005   | 2009   |          | - Helena Cain (lesbienne) - Louis Hoshi (gay) - Felix Gaeta (bisexuel) - Certaines incarnations de Numéro six (bisexuelle) |
| South of Nowhere      | 2005   | 2008   | The N    | - Ashley Davies (queer) - Spencer Carlin (lesbienne) - Carmen (lesbienne, 2007-2008) |
| Mon comeback          | 2005   | 2005   | HBO      | Mickey (gay) |
| Commander in Chief    | 2005   | 2006   | ABC      | - Vince Taylor (gay) |
| Prison Break          | 2005   | 2017   | Fox      | - Theodore Bagwell (bisexuel) |
| Bones                 | 2005   | 2017   |          | - Angela (bisexuelle) |
| Weeds                 | 2005   | 2012   | Showtime | - Sanjay (gay, 2005-2009) - Isabelle Hodes (lesbienne, 2005-2009) |
| Supernatural          | 2005   | 2020   | The CW   | Charlie (lesbienne) |
| The Office            | 2005   | 2013   | NBC      | Oscar (gay) |
| Grey's Anatomy        | 2005   |        | ABC      | - Joe le barman et Walter (couple, 2005-2011) - Sadie Harris (bisexuelle, 2008-2009) - Arizona Robbins (lesbienne, 2005-2018) - Erica Hahn (lesbienne, 2005-2008) - Callie Torres (bisexuelle, 2005-2016) - Leah Murphy (bisexuelle, 2012-2014) - Eliza Minnick (lesbienne, 2017) - Carina DeLuca (bisexuelle 2017-) - Levi Schmitt (gay 2017-) - Nico Kim (gay 2018-) - Teddy Altman (bisexuelle 2009-) - Amelia Shepherd (bisexuelle) - Kai Bartley (non-binaire) |
| How I Met Your Mother | 2005   | 2014   | CBS      | James Stinson et Tom (couple, 2006-2014) |
| American Dad!         | 2005   |        | FOX      | Roger (pansexuel) |

### 2006
| Titre              | Années | Années | Chaîne | Personnages |
| Titre              | Début  | Fin    | Chaîne | Personnages |
| ------------------ | ------ | ------ | ------ | --- |
| La classe          | 2006   | 2007   | CBS    | Kyle Lendo (gay) |
| Brothers & Sisters | 2006   | 2011   | ABC    | - Kevin Walker (gay) - Scotty Wandell (gay) - Jason McCallister - Saul (gay)                                         |
| Ugly Betty         | 2006   | 2010   | ABC    | - Marc St. James (gay) - Alexis Meade (transgenre, 2006-2009) - Justin Suarez (gay) - Austin Marley (gay, 2009-2010) |

### 2007
| Titre          | Années | Années | Chaîne     | Personnages                                                                            |
| Titre          | Début  | Fin    | Chaîne     | Personnages                                                                            |
| -------------- | ------ | ------ | ---------- | -------------------------------------------------------------------------------------- |
| American Wives | 2007   | 2013   | Lifetime   | Charlie et Nicole (couple, 2012)                                                       |
| Mad Men        | 2007   | 2015   | AMC        | Salvatore Romano (gay)                                                                 |
| Greek          | 2007   | 2011   | ABC Family | - Calvin Owens (gay)                                                                   |
| Gossip Girl    | 2007   | 2012   | The CW     | - Eric van der Woodsen (gay) - Harold Waldorf (gay) - Jonathan (gay, petit-ami d'Eric) |

### 2008
| Titre                              | Années | Années | Chaîne     | Personnages |
| Titre                              | Début  | Fin    | Chaîne     | Personnages |
| ---------------------------------- | ------ | ------ | ---------- | --- |
| Sons of Anarchy                    | 2008   | 2014   | FX         | - June Stahl (bisexuelle, 2008-2010) - Venus Van Dam (transgenre, 2012-2014) |
| Cashmere Mafia                     | 2008   | 2009   | ABC        | - Caitlin Dowd - Alicia Lawson |
| La Vie secrète d'une ado ordinaire | 2008   | 2013   | ABC Family | - Griffin (gay, 2009-2012) - Nora Underwood (lesbienne, 2010-2013) |
| True Blood                         | 2008   | 2014   | HBO        | - Lafayette (gay) - Pam Swynford De Beaufort (bisexuelle) - Jesus (gay, 2010-2012) - Sophie-Anne LeClerq (lesbienne, 2009-2011) - Russell Edginton (gay, 2010, 2012) - Talbot (gay, 2010) - Tara (bisexuelle) - Steve Newlin (gay) |

### 2009
| Titre                                     | Années | Années | Chaîne   | Personnages |
| Titre                                     | Début  | Fin    | Chaîne   | Personnages |
| ----------------------------------------- | ------ | ------ | -------- | --- |
| United States of Tara                     | 2009   | 2011   | Showtime | - Marshall Gregson (gay) - Lionel (gay, 2010-2011) |
| Parks and Recreation                      | 2009   | 2015   | NBC      | - Craig Middlebrooks (gay, 2013-2015) |
| Vampire Diaries                           | 2009   | 2017   | The CW   | - Luke Parker (gay) - Mary Louise (lesbienne) - Nora (lesbienne) |
| Warehouse 13                              | 2009   | 2014   | Syfy     | Steve Jinks (gay, 2012-2014) |
| The Good Wife                             | 2009   | 2016   | CBS      | - Kalinda (bisexuelle, 2009-) - Owen Cavanaugh (2010-2014) - Lana Delaney (lesbienne 2009-2015) |
| 90210 Beverly Hills : Nouvelle Génération | 2009   | 2013   | The CW   | - Gia (lesbienne) - Adrianna Tate-Duncan (bisexuelle) - Teddy (gay, 2009-2013) |
| Caprica                                   | 2009   | 2011   | Syfy     | - Sam Adama et Larry (couple) - Clarice Willow (bisexuelle) |
| Glee                                      | 2009   | 2015   | Fox      | - Kurt Hummel (gay) - Blaine Anderson (gay, 2010-2015) - Santana Lopez (lesbienne) - Brittany Pierce (bisexuelle, en couple avec Santana Lopez) - Dave Karofsky (gay, 2009-2011, 2015) - Sandy Ryerson (gay, 2009-2011) - Sebastian Smythe (gay, 2011-2014) - Dani (lesbienne, 2013-2014) - Sheldon Beiste (transgenre, 2010-2015) - Unique Adams (transgenre, 2011-2015) - Spencer Porter (gay, 2015) - Elliott Gilbert (gay, 2013-2014) - Alistair (gay, 2015) - Adam Crawford (gay, 2012-2013) |
| Southland                                 | 2009   | 2013   | NBCTNT   | John Cooper (gay) |
| Stargate Universe                         | 2009   | 2011   | Syfy     | Camile Wray (lesbienne) |
| Modern Family                             | 2009   | 2020   | ABC      | - Mitchell Pritchett (gay, en couple avec Cameron) - Cameron Tucker (gay) - Haley Dunphy (bisexuelle) - Pepper Saltzman (gay, en couple avec Ronaldo) - Ronaldo (gay) - Longinus (gay) - Gil Thorp (gay) - Pam et Susan (couple) - Steven (gay) - Stefan (gay) - Andrew et Simon (couple) - Crispin (gay) |
| Nurse Jackie                              | 2009   | 2015   | Showtime | - Mo-Mo (2009) - Thor (2009-2014) |
| The Middle                                | 2009   | 2018   | ABC      | - Brad Bottig (gay) |

## Années 2010

### 2010
| Titre               | Années | Années | Chaîne                | Personnages |
| Titre               | Début  | Fin    | Chaîne                | Personnages |
| ------------------- | ------ | ------ | --------------------- | --- |
| Spartacus           | 2010   | 2013   |                       | - Barca et Pietros (couple, 2010) - Agron (gay) - Nasir (gay, 2012-2013) - Saxa (bisexuelle, 2012-2013) |
| The Big C           | 2010   | 2013   | Showtime              | Lee Fallon (gay, 2011) |
| Pretty Little Liars | 2010   | 2017   | ABC Family / Freeform | - Emily Fields (lesbienne) - Maya (lesbienne, 2010-2012) - Paige (lesbienne) - Samara (lesbienne, 2010-2012) - Talia (lesbienne, 2014-2015) - Sara Harvey (lesbienne, 2015-2016) - Jenna Marshall (bisexuelle) - Shana Fring (lesbienne) - Sabrina (lesbienne) - Alison Dilaurentis (bisexuelle) - Charlotte /Charles Dilaurentis // Cece Drake (transgenre) |
| Boardwalk Empire    | 2010   | 2014   | HBO                   | - Angela Darmody - Mary Dittrich |
| Adventure Time      | 2010   | 2017   | Cartoon Network       | - Princesse Chewing-Gum et Marceline (couple) |
| The Walking Dead    | 2010   | 2022   | AMC                   | - Tara (lesbienne) - Alicia (lesbienne) - Aaron (gay) - Eric (gay) - Denise (lesbienne) - Jesus (gay) - Magna (lesbienne) - Yumiko (lesbienne) - Kelly (lesbienne) |

### 2011
| Titre                 | Années | Années | Chaîne                | Personnages |
| Titre                 | Début  | Fin    | Chaîne                | Personnages |
| --------------------- | ------ | ------ | --------------------- | --- |
| New Girl              | 2011   | 2018   | Fox                   | - Sadie (lesbienne, 2011-2014) - Reagan (bisexuelle, 2016-) |
| Skins                 | 2011   | 2011   | MTV                   | Tea Marvelli (lesbienne) |
| Once Upon a Time      | 2011   | 2018   | ABC                   | - Red Riding Hood/ Ruby Lucas (bisexuelle) - Dorothy Gale (lesbienne) - Mulan (lesbienne) - Alice (lesbienne) - Robin (lesbienne) |
| Shameless             | 2011   | 2021   | Showtime              | - Ian Gallagher (gay) - Mickey Milkovich (gay) - Debbie Gallagher (lesbienne) - Veronica Fisher (pansexuelle) - Svetlana Milkovich (saphique, 2013-) - Tony Markovich (gay, 2011-2014, 2016) - Kash (gay, 2011-2012) - Monica Gallagher (bisexuelle, 2011-2012, 2015, 2017) - Jasmine Hollander (bisexuelle, 2011-2012) - Lloyd Lishman dit Ned (gay, 2012-2014) - Molly Milkovich (intersexe, 2013) - Angela (lesbienne, 2014-2015) - Caleb (bisexuel, 2016-2017) - Trevor (transgenre et gay, 2016-2020) - Sandy Milkovich (lesbienne, 2020-) |
| American Horror Story | 2011   |        | FX                    | - Chad Warwick (gay, saison 1) - Patrick (gay, saison 1) - Lana Winters (lesbienne, saison 2) - Wendy Peyser (lesbienne, saison 2) - Cordelia Foxx (lesbienne, saison 3 et saison 8) - Wendell Toledo (gay, saison 4) - Andy (gay, saison 4) - Comtesse Elizabeth Johnson (bisexuelle, saison 5) - Liz Taylor (femme transgenre, saison 5) - Will Drake (bisexuel, saison 5) - Ramona Royale (bisexuelle, saison 5) - Tristan Duffy (bisexuel, saison 5) - Natacha Rambova (bisexuelle, saison 5) - Edward Philippe Mott (bisexuel, saison 6) - Cricket Marlowe (gay, saison 6) - Ally Mayfair-Richards (lesbienne, saison 7) - Ivy Mayfair-Richards (lesbienne, saison 7) - Harrison Wilton (gay, saison 7) - Jack Samuels (gay, saison 7) - Kai Anderson (queer, saison 7) - Bebe Babbitt (lesbienne, saison 7) - Winter Anderson (bisexuelle, saison 7) - Malcolm Gallant (gay, saison 8) - Michael Langdon (queer, saison 8) - Chet Clancy (bisexuel, saison 9) - Mickey (bisexuel, saison 10) - Cal Cambon (gay, saison 10) - Troy Lord (gay, saison 10) - Adam Carpenter (gay, saison 11) - Fran (lesbienne, saison 11) - Mr. Whitely (gay, saison 11) - Cameron Dietrich (gay, saison 11) - Hans Henkes (gay, saison 11) - Henry Grant (gay, saison 11) - Patrick Read (gay, saison 11) - Gino Barelli (gay, saison 11) - Sam (gay, saison 11) - Theo Graves (gay, saison 11) - Talia Thompson (lesbienne, saison 12) |
| Awkward               | 2011   | 2016   | MTV                   | - Clark Stevenson (gay, 2011-2013) |
| Death Valley          | 2011   | 2011   | MTV                   | Carla et Julia (couple) |
| Happy Endings         | 2011   | 2013   | ABC                   | Max (gay) |
| Hart of Dixie         | 2011   | 2015   | The CW                | - Crickett Watts (lesbienne) |
| Switched              | 2011   | 2017   | ABC Family / Freeform | - Natalie Pierce (bisexuelle, 2013-) - Renzo Alec (gay, 2014) |
| Person of Interest    | 2011   | 2016   | CBS                   | Root et Shaw (couple) |
| Teen Wolf             | 2011   | 2017   | MTV                   | - Danny (gay, 2011-2014) - Ethan (gay, 2013-2014) - Mason (gay, 2014-) - Corey (gay, 2015-) - Brett (bisexuel, 2014-) - Jackson Whittemore (bisexuel) |
| Game of Thrones       | 2011   | 2019   | HBO                   | - Renly Baratheon (gay, 2011-2012) - Loras Tyrell (gay, 2011-2016) - Oberyn Martell (bisexuel, 2014) - Yara Greyjoy (lesbienne, 2012-2014, 2016-2017) - Ellaria Sand (bisexuelle 2014-) - Olyvar (gay, 2013-) |
| 2 Broke Girls         | 2011   | 2017   | CBS                   | - Sophie (bisexuelle) - Joedth (lesbienne) - Luis (gay) - John (gay) |
| Revenge               | 2011   | 2015   | ABC                   | - Nolan Ross (bisexuel) - Tyler Barrol (bisexuel) - Marco Romero (gay) - Patrick Osbourne (bisexuel) |

### 2012
| Titre                                 | Années | Années | Chaîne    | Personnages |
| Titre                                 | Début  | Fin    | Chaîne    | Personnages |
| ------------------------------------- | ------ | ------ | --------- | --- |
| Relaciones peligrosas                 | 2012   | 2012   | Telemundo | Alejandro et Diego (couple) |
| Major Crimes                          | 2012   | 2018   | TNT       | - Rusty (gay) - Gustavo, compagnon de Russell (2016-2018)                                                                                     |
| Arrow                                 | 2012   | 2020   | The CW    | - Sara Lance (bisexuelle, 2013-2020) - Nyssa al Ghul (lesbienne, 2013-2020) - Curtis Holt (gay, 2015-2020) - William Clayton (gay, 2017-2020) |
| Chicago Fire                          | 2012   |        | NBC       | - Leslie Shay (lesbienne, 2012-2015) - Clarice Carthage (bisexuelle, 2012-2013) - Emilie Foster (bisexuelle, 2018-) - Ritter (gay, 2018-)     |
| Smash                                 | 2012   | 2013   | NBC       | - Tom Levitt (gay) - Sam Strickland (gay) |
| Scandal                               | 2012   | 2018   | ABC       | - Cyrus Beene (gay) - James Novak (gay) - Michael Ambruso (gay)                                                                               |
| Don't Trust the B---- in Apartment 23 | 2012   | 2013   | ABC       | - Luther Wilson (gay) |

### 2013
| Titre                         | Années | Années | Chaîne                | Personnages |
| Titre                         | Début  | Fin    | Chaîne                | Personnages |
| ----------------------------- | ------ | ------ | --------------------- | --- |
| Hemlock Grove                 | 2013   | 2015   | Netflix               | - Johann Pryce (gay) |
| The Originals                 | 2013   | 2018   | The CW                | - Freya (bisexuelle) - Keelin (lesbienne) - Joshua Rosza dit Josh (gay) - Aiden (gay, 2013-2015) |
| House of Cards                | 2013   | 2018   | Netflix               | - Frank Underwood (bisexuel) - Edward Meechum - Rachel Posner (bisexuelle, 2013-2015) - Lisa Williams (lesbienne, 2014-2015) - Thomas Yates (2014) |
| Sean Saves the World          | 2013   | 2014   | NBC                   | Sean Harisson (gay) |
| Brooklyn Nine-Nine            | 2013   | 2020   | Fox                   | - Capitaine Ray Holt (gay) - Rosa Diaz (bisexuelle) - Kevin (gay) |
| Witches of East End           | 2013   | 2014   | Lifetime              | - Joanna Beauchamp (bisexuelle) - Hudson Rafferty (gay) |
| Marvel : Les Agents du SHIELD | 2013   | 2020   | ABC                   | - Joey Gutierrez (gay) |
| Defiance                      | 2013   | 2015   | Syfy                  | - Stahma Tarr (bisexuelle) - Kenya Rosewater (bisexuelle, 2012-2013) - Meh Yewll (lesbienne) |
| Under the Dome                | 2013   | 2015   | CBS                   | - Carolyn Hill et Alice Calvert (couple) |
| Nashville                     | 2013   | 2017   | ABC Studios           | - Will Lexington et Kevin Bicks (couple gay) |
| The Fosters                   | 2013   | 2018   | ABC Family / Freeform | - Stef et Lena (couple) - Jude (gay) - Connor (gay) - Cole (transgenre) - Noah (gay) - Aaron (transgenre) - Ximena (lesbienne) |
| Hit the Floor                 | 2013   | 2018   | VH1                   | - Jude Kinkade (gay, 2014) - Zero (bisexuel, 2014) |
| Mom                           | 2013   |        | CBS                   | Ray Stabler (gay, 2017) |
| Steven Universe               | 2013   | 2020   | Cartoon Network       | - Pearl (lesbienne) - Ruby (lesbienne) - Sapphire (lesbienne) - Peridot (asexuelle/ aromantique) - Sadie Miller (pansexuelle) - Bismuth (lesbienne) - Harold Smiley (gay) - Quentin Frowney (gay) - Rose Quartz/ Pink Diamond (pansexuelle) - Kiki Pizza (pansexuelle) - Shep (non-binaire) - Stevonnie (intersex) - Rhodonite Pearl (lesbienne) - Rhodonite Ruby (lesbienne) - Fluorite (plusieurs lebiennes) - Pink Pearl (possiblement intéressé par Pearl) - Heaven et Earth Beatles (couple) |

### 2014
| Titre               | Années | Années | Chaîne                | Personnages |
| Titre               | Début  | Fin    | Chaîne                | Personnages |
| ------------------- | ------ | ------ | --------------------- | --- |
| Broad City          | 2014   | 2019   | Comedy Central        | - Ilana Wexler (bisexuelle) - Abbi Abrams (bisexuelle) - Jaimé Castro (gay) - Eliot Wexler (gay) |
| Dominion            | 2014   | 2015   | Syfy                  | Ethan, Akira et Uriel[précision nécessaire] |
| Faking it           | 2014   | 2016   | MTV                   | - Amy (bisexuelle, en couple avec Sabrina en 2016) - Shane (gay) - Lauren (intersexe) - Pablo (gay, 2014) - Duke (gay, 2015) - Reagan (lesbienne, 2015) - Wade (bisexuel, 2015) - Noah (gay et trans, 2016) - Sabrina (lesbienne, 2016) |
| Flash               | 2014   |        | The CW                | - David Singh (gay, 2014-) - Nora West-Allen / XS (lesbienne, 2018-) |
| Gotham              | 2014   | 2019   | Fox                   | - Barbara Kean (bisexuelle) - Renee Montoya (lesbienne) - Tabitha Galavan (bisexuelle) Oswald Cobblepot (gay) |
| Halt and Catch Fire | 2014   | 2017   | AMC                   | - Joe MacMillan (bisexuel) |
| Murder              | 2014   | 2020   | ABC                   | - Annalise Keating (bisexuelle/pansexuelle) - Connor Walsh (gay, en couple avec Oliver) - Oliver Hampton (gay) - Bonnie Winterbottom (bisexuelle) - Tegan Price (lesbienne) - Jeff Walsh (gay, en couple avec Tedd) - Tedd Walsh (gay) - Claire Telesco (lesbienne, 2015-2016) - Aiden Walkers (bisexuel, 2014-2015) - Eve Rothlow (lesbienne, 2015-2016; 2018-2020) - Thomas (gay, 2016-2017) - Simon Drake (gay, 2015-2016) |
| Penny Dreadful      | 2014   | 2016   | Showtime              | - Dorian Gray (bisexuel) - Ethan Chandler (bisexuel) - Ferdinand Lyle (gay) - Angelique (transgenre) |
| Tyrant              | 2014   | 2016   | FX                    | - Sammy (gay) - Abdul (gay) |
| Les 100             | 2014   | 2020   | The CW                | - Clarke Griffin (bisexuelle) - Lexa (lesbienne) - Nathan Miller (gay) - Bryan (gay) - Eric Jackson (gay) - Niylah (lesbienne) |
| Night Shift         | 2014   | 2017   | NBC                   | Drew et Ricck (couple) |
| The Strain          | 2014   | 2017   | FX                    | - Dutch Velders (bisexuelle) |
| Young and Hungry    | 2014   | 2018   | ABC Family / Freeform | - Elliot Park (gay) - Alan (gay, 2015-2018) |
| Black Sails         | 2014   | 2017   | Starz                 | - Capitaine James Flint - Eleanor Guthrie - Max - Anne Bonny |
| Star-Crossed        | 2014   | 2014   | The CW                | |
| Chasing Life        | 2014   | 2015   | ABC Family            | - Brenna (bisexuelle) - Greer (lesbienne) |
| Jane the Virgin     | 2014   | 2019   | The CW                | - Luisa Alver (lesbienne) - Rose Solano (lesbienne) - Luca (gay) - Wesley Masters (gay) - Grand-père De La Vega (gay) - Krishna (lesbienne) - Adam Alvaro (bisexuel) - Petra Solano (bisexuelle) - Jane Ramos (lesbienne) |

### 2015
| Titre                     | Années | Années | Chaîne        | Personnages |
| Titre                     | Début  | Fin    | Chaîne        | Personnages |
| ------------------------- | ------ | ------ | ------------- | --- |
| Grace et Frankie          | 2015   | 2022   | Netflix       | - Robert et Sol (couple) |
| Difficult People (en)     | 2015   | 2017   | Hulu          | - Billy Epstein (gay) - Matthew Ellis Ross (gay) - Lola (transgenre) - John Cho (gay) - Elmer (gay)                                                                    |
| Empire                    | 2015   | 2020   | FOX           | - Jamal Lyon (gay) - Tiana Brown (bisexuelle) - Michael Sanchez (gay) - Kai Givens (gay)                                                                               |
| Sense8                    | 2015   | 2018   | Netflix       | - Lito Rodriguez et Hernando (couple gay) - Nomi Marks (trans lesbienne) et Amanita (couple)                                                                           |
| Supergirl                 | 2015   | 2021   | The CW        | - Nia Nal (transgenre) - Kelly Olsen (lesbienne) - Alex Danvers (lesbienne) - Maggie Sawyer (lesbienne)                                                                |
| The Royals                | 2015   | 2018   | E!            | - Princesse Eleanor Henstridge (bisexuelle) - Prince Cyrus Henstridge (bisexuel) - James Holloway (gay marié à une femme) - Ivan (gay) - Samantha / Mandy (bisexuelle) |
| The Returned              | 2015   | 2015   | A&E           | - Julie Han (lesbienne) - Adjoint Nikki Banks (lesbienne) |
| Unbreakable Kimmy Schmidt | 2015   | 2019   | Netflix       | - Titus Andromedon (gay) - Brandon (gay) |
| Mr. Robot                 | 2015   | 2019   | USA Network   | - Gideon Goddard (gay) - Harry Goddard (gay) - Whiterose (gay, transgenre) - Dominique DiPierro (lesbienne)                                                            |
| UnREAL                    | 2015   | 2018   | Lifetime      | - Jay (gay) - Faith (lesbienne) - Xavier Chopin (gay) - Alexi Petrov (bisexuel) - Fiona Berlin (lesbienne)                                                             |
| Complications             | 2015   | 2015   | USA Network   | Gretchen Polk |
| Weird Loners              | 2015   | 2015   | FOX           | Zara Sandhu |
| One Big Happy             | 2015   | 2015   | ABC           | Lizzy |
| Humans                    | 2015   | 2018   | Channel 4 AMC | - Niska (lesbienne) - Astrid (lesbienne) |
| Dig                       | 2015   | 2015   | USA Network   | - Golan Cohen - Udi |
| Backstrom                 | 2015   | 2015   | FOX           | Gregory Valentine |
| Scream                    | 2015   |        | MTV           | - Audrey Jensen (bisexuelle) - Rachael Murray (lesbienne) |
| Quantico                  | 2015   | 2018   | ABC           | - Elias Harper (gay, saison 1) - Harry Doyle (gay, saison 2) - Will Olsen                                                                                              |
| Scream Queens             | 2015   | 2016   | Fox           | - Sadie « Chanel #3 » Swenson (pansexuelle) - Sam (lesbienne) - Boone Clemens (gay)                                                                                    |
| Narcos                    | 2015   | 2017   | Netflix       | Helmer Herrera dit Pacho |
| Flesh and Bone            | 2015   | 2015   | Starz         | - Paul Grayson - Trey |
| Master of None            | 2015   | 2017   | Netflix       | Denise (lesbienne) |
| Jessica Jones             | 2015   | 2019   | Netflix       | - Jeri Hogarth (lesbienne) - Wendy Ross-Hogarth (lesbienne) - Pam (lesbienne)                                                                                          |
| Dr. Ken                   | 2015   | 2017   | ABC           | Clark Leslie Beavers (gay) |
| Le Maître du Haut Château | 2015   | 2019   | Prime Video   | - DJ Qualls (gay) - Laura Mennell (lesbienne, 2018) - Jack (gay, 2018) - Nicole Dörmer (bisexuelle, 2017-2018)                                                         |
| Telenovela                | 2015   | 2016   | NBC           | Gael Garnica (gay) |
| The Magicians             | 2015   | 2020   | Syfy          | - Eliot Waugh (gay) - Quentin Colwater (bisexuel) |
| Crazy Ex-Girlfriend       | 2015   | 2019   | The CW        | - Darryl Whitefeather (bisexuel) - « White Josh » Wilson (gay) - Valencia Perez (bisexuelle)                                                                           |
| Fear the Walking Dead     | 2015   |        | AMC           | Victor et Thomas (couple) |
| The Last Man on Earth     | 2015   | 2018   | Fox           | Lewis (gay, 2016-) |
| Code Black                | 2015   | 2018   | CBS           | - Malaya Pineda (lesbienne) - Carla Niven (lesbienne) |
| Superstore                | 2015   | 2021   | NBC           | - Mateo Fernando Aquino Liwanag (gay) - Jeff Sutin (gay) |
| Blindspot                 | 2015   | 2020   | NBC           | - Bethany Mayfair (lesbienne) - Alexandra (lesbienne) - Rich Dotcom (bisexuel) - Boston (gay)                                                                          |
| Bienvenue chez les Huang  | 2015   | 2020   | ABC           | - Nicole Ellis (lesbienne) |

### 2016
| Titre                          | Années | Années | Chaîne                         | Personnages |
| Titre                          | Début  | Fin    | Chaîne                         | Personnages |
| ------------------------------ | ------ | ------ | ------------------------------ | --- |
| Shadowhunters                  | 2016   | 2019   | Freeform                       | - Alexander Lightwood dit Alec (gay) - Magnus Bane (bisexuel) - Raphaël Santiago (asexuel/aromantique) - Olivia Wilson (en couple avec Samantha) - Aline Penhallow |
| Legends of Tomorrow            | 2016   | 2022   | The CW                         | - Sara Lance (bisexuelle) - John Constantine (Bisexuel) - Ava Sharpe (lesbienne) - Leo Snart (gay) - Desmond (gay)                                                 |
| Recovery Road                  | 2016   | 2016   | Freeform                       | Vern Testaverde (gay) |
| Les Chroniques de Shannara     | 2016   | 2017   | MTV                            | - Eretria (bisexuelle) - Zora (lesbienne) - Lyria |
| Hap and Leonard                | 2016   | 2016   | SundanceTV                     | Leonard Pine (gay) |
| The Catch                      | 2016   | 2017   | ABC                            | Margot Bishop (bisexuelle) |
| The Girlfriend Experience      | 2016   |        | Starz                          | - Christine Reade - Avery Suhr |
| Heartbeat                      | 2016   | 2016   | NBC                            | Max Eliott (gay) |
| Slasher                        | 2016   |        | Chiller (en)                   | Robin Turner et Justin Faysal (couple) |
| The Family                     | 2016   | 2016   | ABC                            | - Willa Warren - Bridey Cruz |
| Damien                         | 2016   | 2016   | A&E                            | James et Patrick (couple) |
| Animal Kingdom                 | 2016   |        | TNT                            | - Deran Cody (gay) - Adrian (gay, 2016-2017) - Ren Randall (bisexuelle, 2016-)                                                                                     |
| American Gothic                | 2016   | 2016   | CBS                            | - Alison Hawthorne-Price (bisexuelle) - Naomi Flynn |
| Dead of Summer : Un été maudit | 2016   | 2016   | Freeform                       | Blair Ramos (gay) Drew Reeves (homme transgenre) |
| Too Close to Home (en)         | 2016   | 2017   | TLC                            | Dax et Victor (couple) |
| Loosely Exactly Nicole (en)    | 2016   |        | MTV                            | Devin (gay) |
| One Mississippi (en)           | 2016   | 2017   | Prime Video                    | - Tig et Brooke (couple) - Tig et Kate (couple) |
| The Collection                 | 2016   |        | Amazon Studios / BBC Worldwide | Claude Sabine (gay) |
| Berlin Station                 | 2016   |        | Epix                           | - Hector DeJean - Faisal Al-Fakeeh - Hans Richter |
| L'Exorciste                    | 2016   |        | FOX                            | Katherine Rance |
| Conviction                     | 2016   | 2017   | ABC                            | - Hayes Morrison (bisexuelle) - Franklin Cruz dite Frankie - Jackson Morrison (gay)                                                                                |
| Eyewitness                     | 2016   | 2016   | USA Network                    | - Philip Shea - Lukas Waldenbeck |
| This Is Us                     | 2016   | 2021   | NBC                            | - William Hill (bisexuel) - Jessie (gay) - Tess Pearson (lesbienne) - Alex (non binaire)                                                                           |
| NCIS : Nouvelle-Orléans        | 2016   |        | CBS                            | - Tammy Gregorio (lesbienne) |
| Lucifer                        | 2016   | 2021   | Fox                            | - Lucifer (bisexuel) - Mazikeen (bisexuelle) - Eve (bisexuelle) - Rory (lesbienne)                                                                                 |
| Stranger Things                | 2016   |        | Netflix                        | - Will Byers (Gay) - Robin Buckley (lesbienne) - Vickie (Bisexuelle)                                                                                               |
| The Good Place                 | 2016   | 2020   | NBC                            | - Eleanor Shellstrop (bisexuelle) - Michael (asexuel) - John Wheaton (gay)                                                                                         |
| Westworld                      | 2016   |        | HBO                            | - Logan Delos (bisexuel) - Elsie Hughes (lesbienne ou bisexuelle) - Devin Levy (gay ou pansexuel) - Marti (lesbienne)                                              |

### 2017
| Titre                                      | Années | Années | Chaîne         | Personnages |
| Titre                                      | Début  | Fin    | Chaîne         | Personnages |
| ------------------------------------------ | ------ | ------ | -------------- | --- |
| Imposters                                  | 2017   |        | Bravo          | - Jules (lesbienne) |
| Big Mouth                                  | 2017   |        | Netflix        | - Matthew MacDell (gay) - Jay Bilzerian (bisexuel) - Shannon Glaser et Dina Reznick (couple) |
| Au fil des jours                           | 2017   | 2019   | Netflix        | - Elena Alvarez (lesbienne) - Sydney (lesbienne, non binaire) |
| Riverdale                                  | 2017   | 2023   | The CW         | - Betty Cooper (bisexuelle) - Veronica lodge (bisexuelle) - Kevin Keller (gay) - Cheryl Blossom (lesbienne) - Toni Topaz (bisexuelle) - Fangs Fogarty (bisexuel) - Moose Mason (bisexuel) - Joaquin DeSantos (gay) - Chic (Pansexuel) - Charles Smith (gay) - Marcus Mason (gay) - Mary Andrews (bisexuelle) - Melody Valentine (lesbienne) - Heather (lesbienne) - Agent Jillian Drake - Brittania « Britta » Beach (lesbienne) |
| Atypical                                   | 2017   | 2021   | Netflix        | - Elsa Gardner (bisexuelle) - Casey Gardner (bisexuelle) - Izzie Taylor (bisexuelle) - Abby (bisexuelle) |
| Man vs Geek                                | 2017   | 2017   | CBS            | Mason (bisexuel) |
| Trial & Error                              | 2017   |        | NBC            | Larry Henderson (bisexuel) |
| 13 Reasons Why                             | 2017   | 2020   | Netflix        | - Tony Padilla (gay) - Courtney Crimsen (lesbienne) - Ryan Shaver (gay) - Montgomery de la Cruz (gay) - Winston Williams (gay) - Alex Standall (gay ) - Charlie Saint George (bisexuel) - Steve & Todd Crimsen (couple ; pères de Courtney) - Caleb (gay) - Hansen Foudry (gay) |
| Andi Mack                                  | 2017   | 2019   | Disney Channel | - Cyrus Goodman (gay) - T.J Kippen (gay) |
| Dear White People                          | 2017   |        | Netflix        | - Lionel Higgins (gay) - Conner (gay) - Silvio (gay) - Wesley Alvarez (gay) - Neika Hobbs et Monique (couple) |
| Claws                                      | 2017   |        | TNT            | - Quiet Ann (lesbienne) - Uncle Daddy (bisexuel) |
| Girlboss                                   | 2017   | 2017   | Netflix        | - Lionel (gay) - Nathan (gay) |
| The Handmaid's Tale : La Servante écarlate | 2017   |        | Hulu           | - Moira (lesbienne) - Emily/Ofglen/Ofsteven (lesbienne) |
| Feud                                       | 2017   |        | FX             | - Victor Buono (gay) |
| Gypsy                                      | 2017   | 2017   | Netflix        | - Jean Holloway / Diane Hart (bisexuelle) - Sidney Pierce (bisexuelle) - Dolly Holloway (transgenre) |
| Des amis d'université                      | 2017   | 2019   | Netflix        | Max Adler et Felix Forzenheim (couple) |
| Star Trek: Discovery                       | 2017   |        | CBS            | - Paul Stamets (gay) - Hugh Culber (gay) |
| The Deuce                                  | 2017   |        | HBO            | Paul (gay) |
| Mindhunter                                 | 2017   |        | Netflix        | - Wendy Carr (lesbienne) - Annaliese Stilman - Kay Manz |
| Suburra, la série                          | 2017   |        | Netflix        | Spadino |
| Ghost Wars                                 | 2017   | 2018   | Syfy           | Val McGrath-Dufresne et Marilyn McGrath-Dufresne (couple) |
| Dynastie                                   | 2017   | 2023   | The CW         | - Steven Carrington (gay) - Sam Jones « Sammy Jo » (gay) - Kirby Anders - Amanda Carrington |
| Godless                                    | 2017   | 2017   | Netflix        | - Mary Agnes McNue - Sarah Doyle |
| Runaways                                   | 2017   | 2019   | Hulu           | - Karolina Dean (lesbienne) - Nico Minoru (bisexuelle) |
| S.W.A.T.                                   | 2017   |        | CBS            | - Christina « Chris » Alonso (bisexuelle et polyamoureuse) |
| Nola Darling n'en fait qu'à sa tête        | 2017   | 2019   | Netflix        | - Nola Darling (pansexuelle) - Opal Gilstrap (lesbienne) |
| The Good Fight                             | 2017   |        | CBS All Access | - Maia Rindell (lesbienne) - Amy Breslin (compagne de Maia) |
| GLOW                                       | 2017   |        | Netflix        | - Yolanda Rivas (lesbienne, 2018-) - Arthie Premkumar (lesbienne) |
| The Bold Type                              | 2017   |        | Freeform       | Kat Edison (bisexuelle) Adena El Amin (lesbienne) |

### 2018
| Titre                               | Années | Années | Chaîne            | Personnages |
| Titre                               | Début  | Fin    | Chaîne            | Personnages |
| ----------------------------------- | ------ | ------ | ----------------- | --- |
| Grown-ish                           | 2018   |        | Freeform          | Nomi Segal (bisexuelle) |
| Black Lightning                     | 2018   |        | The CW            | - Anissa Pierce / Thunder (lesbienne) - Grace Choi (lesbienne)                                                                                  |
| The Resident                        | 2018   |        | Fox               | - Jake Wong |
| Everything Sucks!                   | 2018   | 2018   | Netflix           | - Kate Messner (lesbienne) - Emaline (bisexuelle)                                                                                               |
| Seven Seconds                       | 2018   | 2018   | Netflix           | - Kadeuce Porter - Brenton Butler |
| Rise                                | 2018   | 2018   | NBC               | Simon Saunders (gay) |
| New Amsterdam                       | 2018   |        | NBC               | - Dr Iggy Frome (gay) - Dr Lauren Bloom - Dr Leyla Shinwari                                                                                     |
| Heathers                            | 2018   |        | Paramount Network | - Heather Duke dite Heath - Kurt Kelly - Peter Dawson - Kyle - Seth                                                                             |
| Life Sentence                       | 2018   | 2018   | The CW            | - Ida Abbott (bisexuelle) - Poppy |
| Grey's Anatomy : Station 19         | 2018   |        | ABC               | - Travis Montgomery (gay) - Maya Bishop (bisexuelle) - Grant (gay) - Carina Deluca (bisexuelle) - Emmett Dixon (gay)                            |
| Champions                           | 2018   | 2018   | ABC               | - Michael (gay) - Ruby (lesbienne) |
| For the People                      | 2018   | 2019   | ABC               | - Kate Littlejohn (bisexuelle) - Anya Ooms (lesbienne)                                                                                          |
| Here and Now                        | 2018   | 2018   | HBO               | - Ramon Bayer-Boatwright et Henry (couple) - Navid Shokrani (non binaire)                                                                       |
| Instinct                            | 2018   |        | CBS               | - Dr Dylan Reinhart (gay) - Andrew « Andy » Wilson (son mari)                                                                                   |
| Vida                                | 2018   |        | Starz             | - Emma Hernandez (lesbienne) - Eddy Martínez (lesbienne) - Cruz (lesbienne) - Sam (non binaire)                                                 |
| God Friended Me                     | 2018   |        | CBS               | - Javicia Leslie (lesbienne) |
| Insatiable                          | 2018   | 2019   | Netflix           | - Bob Armstrong (bisexuel) - Bob Barnard (gay) - Nonnie Thompson (lesbienne)                                                                    |
| The Haunting of Hill House          | 2018   | 2018   | Netflix           | - Theodora Crain (lesbienne) - Trish (lesbienne)                                                                                                |
| Les Nouvelles Aventures de Sabrina  | 2018   | 2020   | Netflix           | - Ambrose Spellman (pansexuel) - Zelda Spellman (lesbienne) - Madam Satan / Lilith (bisexuelle) - Luke Chalfant (gay) - Theo Putnam (trans)     |
| Legacies                            | 2018   |        | CW                | - Josie Saltzman - Penelope Park - Hope Mikaelson                                                                                               |
| The Rookie : Le Flic de Los Angeles | 2018   |        | ABC               | - Jackson West (gay) - Gino (son petit ami) |
| Good Girls                          | 2018   |        | NBC               | - Ben Marks (transgenre) - Baby Tyler (gay) - Jim Turner (bisexuel)                                                                             |
| 9-1-1                               | 2018   |        | Fox               | - Evan Buckley (bisexuel) - Tommy Vega (gay) - Henrietta Wilson (lesbienne) - Karen Wilson (lesbienne) - Michael Grant (gay) - Josh Russo (gay) |
| You                                 | 2018   |        | Liftime           | - Peach Salinger (lesbienne) - Lucy Sprecher (lesbienne) - Sunrise Cummings (lesbienne) - Gabe Miranda (pansexuel)                              |
| Single Parents                      | 2018   | 2020   | ABC               | - Miggy Park (bisexuel) |
| Charmed                             | 2018   |        | CW                | Mélanie « Mel » Vera (lesbienne) Nico (lesbienne) Jade (lesbienne) Ruby (lesbienne) Abigael (bisexuelle)                                        |

### 2019
| Titre                                               | Années | Années | Chaîne                 | Personnages |
| Titre                                               | Début  | Fin    | Chaîne                 | Personnages |
| --------------------------------------------------- | ------ | ------ | ---------------------- | --- |
| Le Secret de Nick                                   | 2019   | 2019   | Netflix                | - Jeremy Thompson (gay) - Eric (gay) |
| Bonding                                             | 2019   |        | Netflix                | - Pete (gay) |
| The Society                                         | 2019   | 2019   | Netflix                | - Sam (gay) - Grizz (gay) |
| Euphoria                                            | 2019   |        | HBO                    | - Jules (femme trans bisexuelle) - Cal (pansexuel) - Elliot (potentiellement queer) - Rue (lesbienne Non-Binaire) - Nate (queer)                                                          |
| Umbrella Academy                                    | 2019   |        | Netflix                | - Klaus Hargreeves (gay/pansexuel) - Viktor Hargreeves (homme transgenre bisexuel) - Ben Hargreeves (supposé gay) - Sissy Cooper (bisexuelle) - Dave (gay)                                |
| The Politician                                      | 2019   | 2020   | Netflix                | - Payton Hobart (bisexuel) - River Barkley (bisexuel) - Astrid Sloan (bisexuelle) - Georgina Hobart (lesbienne) - James Sullivan (trans)                                                  |
| Daybreak                                            | 2019   | 2019   | Netflix                | - Turbo Polasky (gay) - Wesley Fists (gay) |
| Trinkets                                            | 2019   | 2020   | Netflix                | - Elodie Davis (lesbienne) |
| NOS4A2                                              | 2019   |        | AMC                    | - Maggie Leigh (lesbienne) |
| High School Musical : La Comédie musicale, la série | 2019   |        | Disney+ Disney Channel | - Carlos Rodriguez (gay, 2019-présent) - Seb Matthew-Smith (gay, 2019-présent) - Ashlyn Caswell (bisexuelle, 2019-présent) - « Big Red » (bisexuel, 2019-2021) - Maddox (lesbienne, 2022) |
| Dickinson                                           | 2019   | 2021   | Apple TV+              | - Emily Dickinson (lesbienne) - Susan « Sue » Gilbert (lesbienne) |
| Stumptown                                           | 2019   | 2019   | ABC                    | - Dex (bisexuelle) |
| Dead to Me                                          | 2019   | 2022   | Netflix                | - Judy Hale (bisexuelle) - Michelle Gutierrez (lesbienne) |
| Batwoman                                            | 2019   |        | CW                     | - Kate Kane / Batwoman (lesbienne) - Sophie Moore (lesbienne) - Julia Pennyworth (lesbienne)                                                                                              |

## Années 2020

### 2020
| Titre                                  | Années | Années | Chaîne      | Personnages |
| Titre                                  | Début  | Fin    | Chaîne      | Personnages |
| -------------------------------------- | ------ | ------ | ----------- | --- |
| Journal d'une future présidente        | 2020   | 2021   | Disney+     | - Roberto « Bobby » Cañero-Reed (gay) - Camila (lesbienne) - Danielle (petite-amie de Camila) - CJ (petit-ami de Bobby)                         |
| Everything's Gonna Be Okay             | 2020   |        | Freeform    | - Alex (gay) - Nicholas (gay) |
| La Vie à Cinq (en)                     | 2020   | 2020   | Freeform    | - Matthew (trans) |
| I Am Not Okay with This                | 2020   | 2020   | Netflix     | - Syd (lesbienne) |
| Mes premières fois                     | 2020   | 2023   | Netflix     | - Fabiola (lesbienne) - Eve (lesbienne, 2020-2021) - Jonah Sharpe (gay, 2020-2022) - Aneesa (bisexuelle, 2021-2023) - Addison (lesbienne, 2023) |
| Betty                                  | 2020   |        | HBO         | - Kirt (lesbienne) - Honeybear (lesbienne) - Ash (lesbienne)                                                                                    |
| Hollywood                              | 2020   | 2020   | Netflix     | - Rock Hudson - Archie Coleman - Henry Willson                                                                                                  |
| Warrior Nun                            | 2020   |        | Netflix     | - Ava Silva (bisexuelle) - Beatrice (lesbienne)                                                                                                 |
| Motherland: Fort Salem                 | 2020   | 2022   | Freeform    | - Raelle Collar (lesbienne) - Scylla Ramshorn (bisexuelle)                                                                                      |
| Space Force                            | 2020   |        | Netflix     | - Adrian Mallory (gay) |
| Teenage Bounty Hunters                 | 2020   | 2020   | Netflix     | - Sterling Wesley (bisexuelle) - April Stevens (lesbienne) - Garrett (gay)                                                                      |
| Julie and the Phantoms                 | 2020   | 2020   | Netflix     | - Alex (gay) - Willie (non-spécifié) |
| The Haunting of Bly Manor              | 2020   | 2020   | Netflix     | - Dani Clayton (lesbienne) - Jamie (lesbienne)                                                                                                  |
| Emily in Paris                         | 2020   |        | Netflix     | - Julien (gay) - Luc (gay) - Camille (bisexuelle)                                                                                               |
| Le Jeu de la dame (The Queen's Gambit) | 2020   | 2020   | Netflix     | - Townes (bisexuel, en couple avec un homme) |
| Tiny Pretty Things                     | 2020   | 2020   | Netflix     | - Shane McRoe (gay) - Oren Lennox - Isabel Cruz (lesbienne) - Topher Brooke (gay) - Dev Ranaweera (gay) - Alan Renfew (gay)                     |
| The Wilds                              | 2020   | 2022   | Prime Video | - Toni Shalifoe (lesbienne) - Shelby Goodkind (lesbienne) - Regan - Ivan Taylor (gay)                                                           |
| La Chronique des Bridgerton            | 2020   |        | Netflix     | - Sir Granville et lord Wetherby |
| Grand Army                             | 2020   |        | Netflix     | - Sid (gay) - Victor (bisexuel) |
| Hunters                                | 2020   |        | Prime Video | - Millie Morris (lesbienne) |
| Most Wanted Criminals                  | 2020   |        | CBS         | - Sheryll Barnes et Charlotte Gaines (couple)                                                                                                   |
| 9-1-1: Lone Star                       | 2020   |        | Fox         | - Carlos Reyes (gay, en couple avec TK) - Tyler Kennedy ''TK'' Strand (gay, en couple avec Carlos) - Paul Strickland (transgenre)               |
| À l'ombre des Magnolias                | 2020   |        | Netflix     | - Trotter et Ashley (couple gay) |

### 2021
| Titre                            | Années | Années | Chaîne      | Personnages |
| Titre                            | Début  | Fin    | Chaîne      | Personnages |
| -------------------------------- | ------ | ------ | ----------- | --- |
| Arcane                           | 2021   | 2024   | Netflix     | - Vi (lesbienne) - Caitlyn Kiramman (lesbienne) - Maddie Nolen (lesbienne)                                                                                  |
| Destin: La saga Winx             | 2021   |        | Netflix     | - Dane (gay) |
| Ginny & Georgia                  | 2021   |        | Netflix     | - Maxine "Max" Baker (lesbienne) - Nick (gay) - Sophie Sanchez (bisexuelle) - Silver (lesbienne, 2023-présent)                                              |
| Shadow and Bone : La saga Grisha | 2021   |        | Netflix     | - Jesper Fahey (bisexuel) - Nina Zenik (bisexuelle) - Wylan Hendriks (gay, 2023) - Fedyor Kaminsky (gay) - Ivan (gay)                                       |
| The White Lotus                  | 2021   |        | HBO         | - Armond (gay) - Dillon (gay) |
| Big Shot                         | 2021   |        | Disney+     | - Carolyn "Mouse" Smith (lesbienne) - Harper Shapira |
| Only Murders in the Building     | 2021   |        | HuluDisney+ | - Mabel Mora (bisexuelle, 2021-présent) - Alice Banks (lesbienne, 2022) - Howard Morris (gay, 2021-présent)                                                 |
| Abbott Elementary                | 2021   |        | ABC         | - Jacob et Zach (couple) |
| Gossip Girl: Nouvelle génération | 2021   |        | HBO Max     | - Akeno "Aki" Menzies (bisexuel) - Maximus "Max" Wolfe (pansexuel) - Monet de Haan (lesbienne) - Rafa Caparros (gay) - Gideon Wolfe (gay) - Roy Sachs (gay) |
| Clickbait                        | 2021   | 2021   | Netflix     | - Pia Brewer (Bisexuelle) - Ben Park (gay) - Cameron (gay)                                                                                                  |
| Pretty Smart                     | 2021   | 2021   | Netflix     | - Jayden Jay J. Michael Jang (gay) |
| NCIS: Hawai'i                    | 2021   |        | CBS         | - Agent Lucy Tara (lesbienne) - Officier Kate Whistler (lesbienne)                                                                                          |
| Chucky                           | 2021   |        | Syfy        | - Jake Wheeler (gay: en couple avec Devon) - Devon Evans (gay: en couple avec Jake) - Glen (non-binaire) - Glenda (non-binaire)                             |

### 2022
| Titre                               | Années | Années | Chaîne       | Personnages |
| Titre                               | Début  | Fin    | Chaîne       | Personnages |
| ----------------------------------- | ------ | ------ | ------------ | --- |
| How I Met Your Father               | 2022   |        | Hulu Disney+ | - Ellen (lesbienne) |
| Single Drunk Female                 | 2022   |        | Freeform     | - Samantha (bisexuelle) - Olivia et Stefani (couple lesbien) - Mindy (femme trans)                                                                             |
| Archive 81                          | 2022   | 2022   | Netflix      | - Melody Pendras (bisexuelle) - Anabelle (lesbienne) - Cassandra (lesbienne)                                                                                   |
| Qui ment ?                          | 2022   |        | Netflix      | - Cooper (gay) - Janae (lesbienne genderfluid) - Maeve (bisexuelle)                                                                                            |
| La Défense Lincoln                  | 2022   |        | Netflix      | - Izzy Letts (lesbienne) - Le juge Stanton (gay) |
| First Kill                          | 2022   | 2022   | Netflix      | - Juliette Fairmont (lesbienne) - Calliope "Cal" Burns (lesbienne) - Ben Wheeler (gay) - Noah Harington (bisexuel)                                             |
| Outer Range                         | 2022   |        | Prime Video  | - Shériff Joy (lesbienne) |
| The Sandman                         | 2022   |        | Netflix      | - Le Corinthien (gay ou bisexuel) - Désir (non binaire) - Johanna Constantine (lesbienne ou bisexuelle) - Hal Carter (gay) - Alex Burgess et Paul (couple gay) |
| The Imperfects                      | 2022   |        | Netflix      | - Abbi Singh (asexuelle) - Hannah Moore (lesbienne) |
| Reboot                              | 2022   |        | Hulu         | - Hannah (lesbienne) - Bree (bisexuelle) - Benny (gay) - Timberly (pansexuelle)                                                                                |
| Andor                               | 2022   |        | Disney+      | - Vel et Cinta (couple lesbien) |
| Périphériques, les mondes de Flynne | 2022   |        | Prime Video  | - Aelita West (lesbienne) |
| The Rookie: Feds                    | 2022   |        | ABC          | - Simone (bisexuelle) |

### 2023
| Titre                                       | Années | Années | Chaîne   | Personnages |
| Titre                                       | Début  | Fin    | Chaîne   | Personnages |
| ------------------------------------------- | ------ | ------ | -------- | --- |
| The Last of Us                              | 2023   |        | HBO      | - Ellie (lesbienne) - Bill et Frank (couple gay) |
| Shrinking                                   | 2023   |        | Apple TV | - Brian (gay) - Malik (gay) |
| La Reine Charlotte : Un chapitre Bridgerton | 2023   |        | Netflix  | - Brimsley - Reynolds, le secrétaire du roi George |
| XO, Kitty                                   | 2023   |        | Netflix  | - Kitty Song Covey (bisexuelle) - Yuri Han (lesbienne) - Quincy Shavazian (gay) - Florian (gay) - Juliana (lesbienne) |
| La Chute de la maison Usher                 | 2023   |        | Netflix  | - Napoleon Usher (bisexuel) - Victorine Lafourcade (lesbienne) - Camille (bisexuelle) - Prospero "Perry" Usher (pansexuel) - C. Auguste Dupin (gay) - Julius : le compagnon de Napoleon "Leo" Usher - Alessandra "Al" Ruiz : la compagne de Victorine                                                       |
| Glamorous                                   | 2023   | 2023   | Netflix  | - Marco Mejia (gay et non-binaire puis femme transgenre) - Venetia Kelaher (bisexuelle/pansexuelle) - Chad Addison (gay) - Parker (gay) - Jeffrey (gay) - Geoffrey (gay) - Tony (gay) - Cliff (gay) - Ben (gay) - Britt (lesbienne) - Ella (lesbienne) (mentionnée par Britt) - Dizmal (gay et non-binaire) |

### 2024
| Titre             | Années | Années | Chaîne  | Personnages                                                                              |
| Titre             | Début  | Fin    | Chaîne  | Personnages                                                                              |
| ----------------- | ------ | ------ | ------- | ---------------------------------------------------------------------------------------- |
| The Acolyte       | 2024   | 2024   | Disney+ | - Mère Aniseya et Mère Koril (mères de Osha et Mae)                                      |
| Nobody Wants This | 2024   |        | Netflix | - Père de Joanne (gay) - Ashley (lesbienne)                                              |
| Agatha All Along  | 2024   |        | Disney+ | - Agatha Harkness (lesbienne) - Billy/Wiccan (gay) - Rio Vidal (lesbienne ou bisexuelle) |

## Séries centrées sur les thèmes LGBT

### Années 2000
| Titre                                                  | Années | Années | Chaîne   | Personnages |
| Titre                                                  | Début  | Fin    | Chaîne   | Personnages |
| ------------------------------------------------------ | ------ | ------ | -------- | --- |
| Queer as Folk                                          | 2000   | 2005   | Showtime | - Brian Kinney (gay) - Justin Taylor (gay) - Michael Novotny (gay) - Emmett Honeycutt (gay) - Theodore Schmidt dit Ted (gay) - Melanie Marcus et Lindsay Peterson (couple) - Ben Bruckner (gay, 2002-2005) - Vic Grassi (gay, 2000-2004) |
| Angels in America                                      | 2003   | 2003   | HBO      | - Prior Walter (gay) - Belize (gay) - Joe Pitt (gay) - Louis Ironson (gay) - Roy Cohn (gay) |
| The L Word                                             | 2004   | 2009   | Showtime | - Bette Porter (lesbienne) - Tina Kennard (bisexuelle, en couple avec Bette Porter) - Alice Pieszecki (bisexuelle) - Shane McCutcheon (lesbienne) - Jenny Schecter (bisexuelle) - Dana Fairbanks (lesbienne 2004-2007) - Helena Peabody (lesbienne, 2005-2009) - Papi (lesbienne, 2007, 2009) - Marina Ferrer (lesbienne, 2004, 2007, 2009) - Jodi Lerner (lesbienne, 2007-2009) - Tasha Williams (lesbienne, 2007-2009) - Niki Stevens (lesbienne, 2008-2009) - Max Sweeney (transgenre) - Carmen de la Pica Morales (lesbienne, 2005-2006) - Phyllis Kroll (bisexuelle, 2007-2009) - Lana Perkins (lesbienne, 2004-2006) |
| Noah's Arc                                             | 2005   | 2006   | Logo TV  | - Noah Nicholson (gay) - Alex Kirby et Trey Iverson (couple) - Ricky Davis (gay) - Chance Counter et Eddie McEntire (couple) - Wade Robinson (gay) |
| Dante's Cove                                           | 2005   | 2007   | here!    | La majorité des personnages sont homosexuels |
| The DL Chronicles                                      | 2007   | 2007   | here!    | La majorité des personnages sont homosexuels. |
| Rick & Steve: The Happiest Gay Couple in All the World | 2007   | 2009   | Logo TV  | La majorité des personnages sont homosexuels. |

### Années 2010
| Titre                   | Années | Années | Chaîne           | Personnages |
| Titre                   | Début  | Fin    | Chaîne           | Personnages |
| ----------------------- | ------ | ------ | ---------------- | --- |
| The New Normal          | 2012   | 2013   | NBC              | Bryan Collins et David Murray (couple) |
| Orange Is the New Black | 2013   | 2019   | Netflix          | - Alex (lesbienne) - Piper (bisexuelle, en couple avec Alex) - Poussey (lesbienne, 2013-2016) - Trish (lesbienne, 2013) - Big Boo (lesbienne) - Nicky (lesbienne) - Mercy (lesbienne) - Sophia (lesbienne transgenre) - Suzanne (lesbienne) - Lorna Morello (bisexuelle) - Jason Figueroa (bisexuel) - Gavin (gay) - Brook Soso (pansexuelle, 2014-2017) - Maureen (lesbienne) - Stella (lesbienne, 2015-2016) - Desi Piscatella (gay, 2016-2017) - Linda Ferguson (bisexuelle) - Wes Driscoll (gay) - Daddy (lesbienne, non-binaire 2018) - Dayanara (bisexuelle, 2018) - Gardienne McCullough (bisexuelle ou lesbienne) - Shani (lesbienne) - Yoga Jones (pansexuelle) - Zelda (lesbienne, 2019) - Judy King (queer) |
| Looking                 | 2014   | 2015   | HBO              | - Patrick Murray (gay) - Agustín (gay) - Dominic (gay) - Kevin Matheson (gay) - Richie Donado (gay) |
| Transparent             | 2014   |        | Prime Video      | - Maura Pfefferman (transgenre) - Sarah Pfefferman (bisexuelle) |
| The Real O'Neals        | 2016   | 2017   | ABC              | Kenny O'Neal (gay) |
| Toi, moi et elle        | 2016   |        | Audience Network | - Isabelle Silva (pansexuelle) - Emma Travarsky (bisexuelle) - Kylie (lesbienne) - Jett et Kim (couple lesbien) - Will et Marty (couple gay) - Alex (gay) |
| Pose                    | 2018   |        | FX               | - Blanca Rodriguez-Evangelista (trans) - Elektra Abundance (trans) - Pray Tell (gay) - Angel Evangelista (trans) - Damon Richards-Evangelista (gay) - Ricky Evangelista (gay) |
| Special                 | 2019   | 2021   | Netflix          | - Ryan (gay) - Keaton (gay) |
| Work In Progress        | 2019   |        | Showtime         | - Abby McEnany (lesbienne) - Theo Germaine (homme trans) |

### Années 2020
| Titre            | Années | Années | Chaîne       | Personnages |
| Titre            | Début  | Fin    | Chaîne       | Personnages |
| ---------------- | ------ | ------ | ------------ | --- |
| AJ and the Queen | 2020   | 2020   | Netflix      | - Robert Lincoln Lee (gay) - Louis Bell (gay) - Matthew Wilkas (gay) |
| Love, Victor     | 2020   | 2022   | Hulu Disney+ | - Victor Salazar (gay) - Benjamin "Benji" Campbell (gay) - Lake Meriwether (bisexuelle) - Derek (gay) - Rahim (gay) - Lucy (Lesbienne) - Nick (gay) - Liam (gay) - Simon Spier (gay, invité de Love, simon - Bram Greenfield (gay, invité de Love, Simon) |
| Uncoupled        | 2022   | 2022   | Netflix      | - Michael (gay) - Colin (gay) - Stanley (gay) - Billy (gay) |
| Fellow Travelers | 2023   |        | Showtime     | - Hawkins « Hawk » Fuller (gay) - Timothy « Tim » Laughlin (gay) - Marcus Gaines (gay) |